# Boxe nos Jogos Pan-Americanos de 1951 - Peso pena
A categoria pena do boxe nos Jogos Pan-Americanos de 1951 foi disputada entre 28 de fevereiro e 7 de março, no ginásio Luna Park, em Buenos Aires.

## Calendário
| Data                         | Fase             |
| ---------------------------- | ---------------- |
| 28 de fevereiro e 1 de março | Preliminares     |
| 3 de março                   | Quartas-de-final |
| 5 de março                   | Semifinal        |
| 7 de março                   | Final            |

## Medalhistas
| Ouro   | ARG Francisco Núñez |
| Prata  | CHI Augusto Cárcamo |
| Bronze | MEX Juan Alvarado   |

## Resultados[1]

### Chave
|  | Preliminares            | Preliminares            | Preliminares |  |  | Quartas-de-final       | Quartas-de-final    | Quartas-de-final |  |                     | Semifinal           | Semifinal | Semifinal |  |  | Final | Final | Final |
|  |                         |                         |              |  |  |                        |                     |                  |  |                     |                     |           |           |  |  |       |       |       |
|  | BRA Pedro Galasso       |                         |              |  |  |                        |                     |                  |  |                     |                     |           |           |  |  |       |       |       |
|  | TTO Bertram Legall      | TTO Bertram Legall      |              |  |  | BRA Pedro Galasso      | BRA Pedro Galasso   |                  |  |                     |                     |           |           |  |  |       |       |       |
|  | GUA Ernesto Castellanos | GUA Ernesto Castellanos |              |  |  | ARG Francisco Núñez    | ARG Francisco Núñez |                  |  |                     |                     |           |           |  |  |       |       |       |
|  | ARG Francisco Núñez     | ARG Francisco Núñez     |              |  |  |                        |                     |                  |  | ARG Francisco Núñez | ARG Francisco Núñez |           |           |  |  |       |       |       |
|  |                         |                         |              |  |  |                        | USA Cortés Jackson  |                  |  |                     |                     |           |           |  |  |       |       |       |
|  |                         |                         |              |  |  | USA Cortés Jackson     |                     |                  |  |                     |                     |           |           |  |  |       |       |       |
|  |                         |                         |              |  |  | PAN Rodolfo Anderson   |                     |                  |  |                     |                     |           |           |  |  |       |       |       |
|  |                         |                         |              |  |  |                        |                     |                  |  |                     | ARG Francisco Núñez |           |           |  |  |       |       |       |
|  |                         |                         |              |  |  |                        | CHI Augusto Cárcamo |                  |  |                     |                     |           |           |  |  |       |       |       |
|  |                         |                         |              |  |  | CHI Augusto Cárcamo    |                     |                  |  |                     |                     |           |           |  |  |       |       |       |
|  |                         |                         |              |  |  | VEN Joaquín León       |                     |                  |  |                     |                     |           |           |  |  |       |       |       |
|  |                         |                         |              |  |  |                        |                     |                  |  | CHI Augusto Cárcamo |                     |           |           |  |  |       |       |       |
|  |                         |                         |              |  |  |                        | MEX Juan Alvarado   |                  |  |                     |                     |           |           |  |  |       |       |       |
|  |                         |                         |              |  |  | CUB Eladio Vives Pérez |                     |                  |  |                     |                     |           |           |  |  |       |       |       |
|  |                         |                         |              |  |  | MEX Juan Alvarado      |                     |                  |  |                     |                     |           |           |  |  |       |       |       |
|  |                         |                         |              |  |  |                        |                     |                  |  |                     |                     |           |           |  |  |       |       |       |